# スクリーム・ガールズ-最後の絶叫-
『スクリーム・ガールズ〜最後の絶叫〜』（原題:The Girl in the Photographs）は2015年に公開されたアメリカ合衆国・カナダ合作のホラー映画である。監督はニック・サイモン、主演はカル・ペンが務めた。本作はウェス・クレイヴンが製作に携わった最後の作品となった。

## 概略
カリフォルニア州スピアフィッシュ。コリーンは同地の食料品店で働いていた。ある日の早朝、出勤したコリーンは店の前の掲示板に血まみれの女性の写真が貼られているのを発見した。気味悪く思ったコリーンは保安官事務所に通報したが、悪戯だと判断した保安官は捜査に乗り出そうとはしなかった。
その頃、ロサンゼルス在住の写真家、ピーターはコリーンが発見したのと同じ写真をネット上で見ていた。ピーターは「この写真を撮影した人はモデルを死体であるかのように演出するのが上手い」と感心し、助手のクリス、恋人のローズ、モデル2人（ヴィクトリアとトリップ）を連れてスピアフィッシュへ向かい、撮影者と実際に会うことにした。しかし、ピーターたちを現地で待ち受けていたのは、優れた同好の士ではなく、想像を絶する恐怖と狂気であった。

## キャスト
- カル・ペン - ピーター・ヘミングス
- クローディア・リー - コリーン
- ケニー・ウォーマルド - クリス
- トビー・ヘミングウェイ - ベン
- ルーク・ベインズ - トム
- コーリー・シュミット - ジェリー
- ミランダ・レイ・メイヨ - ローズ
- オータム・ケンドリック - ヴィクトリア
- クリスティ・カールソン・ロマーノ - ブリタニー
- キャサリン・イザベル - ジャネット
- ミッチ・ピレッジ - ポーター保安官
- オリヴァー・サイツ - トリップ

## 製作
2015年1月23日、ニック・サイモンが本作の監督に起用されたと報じられた。4月23日、カル・ペンの起用が発表された。8月11日、ニマ・ファクララが本作で使用される楽曲を手掛けるとの報道があった。2016年4月29日、レイクショア・レコーズが本作のサウンドトラックを発売した。

## 公開・マーケティング
2015年8月12日、本作の劇中写真が初めて公開された。9月14日、本作は第40回トロント国際映画祭でプレミア上映された。11月10日、ヴァーティカル・エンターテインメントが本作の全米配給権を獲得したと報じられた。2016年3月7日、本作のオフィシャル・トレイラーが公開された。

## 評価
本作に対する批評家の評価は芳しいものではない。映画批評集積サイトのRotten Tomatoesには22件のレビューがあり、批評家支持率は18%、平均点は10点満点で3.51点となっている。また、Metacriticには10件のレビューがあり、加重平均値は32/100となっている。